# Kenji Takahashi (Radsportler)
Kenji Takahashi (japanisch 高橋 健二, Takahashi Kenji; * 13. Juli 1952 in der Präfektur Aichi) ist ein ehemaliger japanischer Radrennfahrer und nationaler Meister im Radsport.

## Sportliche Laufbahn
Takahashi war im Bahnradsport aktiv und Spezialist für den Sprint und Keirinrennen. Bei den Bahnradsport-Weltmeisterschaften 1981 gewann er beim Sieg von Kōichi Nakano die Bronzemedaille im Sprint der Berufsfahrer. Er besuchte die Nippon Keirin School, an der japanischen Bahnradfahrer im Keirinrennen zu Radprofis ausgebildet wurden. Seinen ersten Sieg holte er 1972. 1975 gewann er die japanische Meisterschaft im Keirin.

## Familiäres
Sein Vater, sein älterer Bruder (Shoji Takahashi), sein jüngerer Bruder (Yoshiyuki Takahashi) und sein Sohn (Hirokazu Takahashi) waren ebenfalls Radrennfahrer.